# Filim
 (août 2016).
Filim est un village blotti dans les montagnes de la péninsule de Musandam (erreur géographique Musandam est au nord des Emirats), dans le sultanat d'Oman, à 106 km de Masirah.